# Distretto di Damoh
Il distretto di Damoh è un distretto del Madhya Pradesh, in India, di 1 081 909 abitanti. È situato nella divisione di Sagar e il suo capoluogo è Damoh.